# Amorpha ouachitensis
Amorpha ouachitensis là một loài thực vật có hoa trong họ Đậu. Loài này được Wilbur miêu tả khoa học đầu tiên.

## Hình ảnh

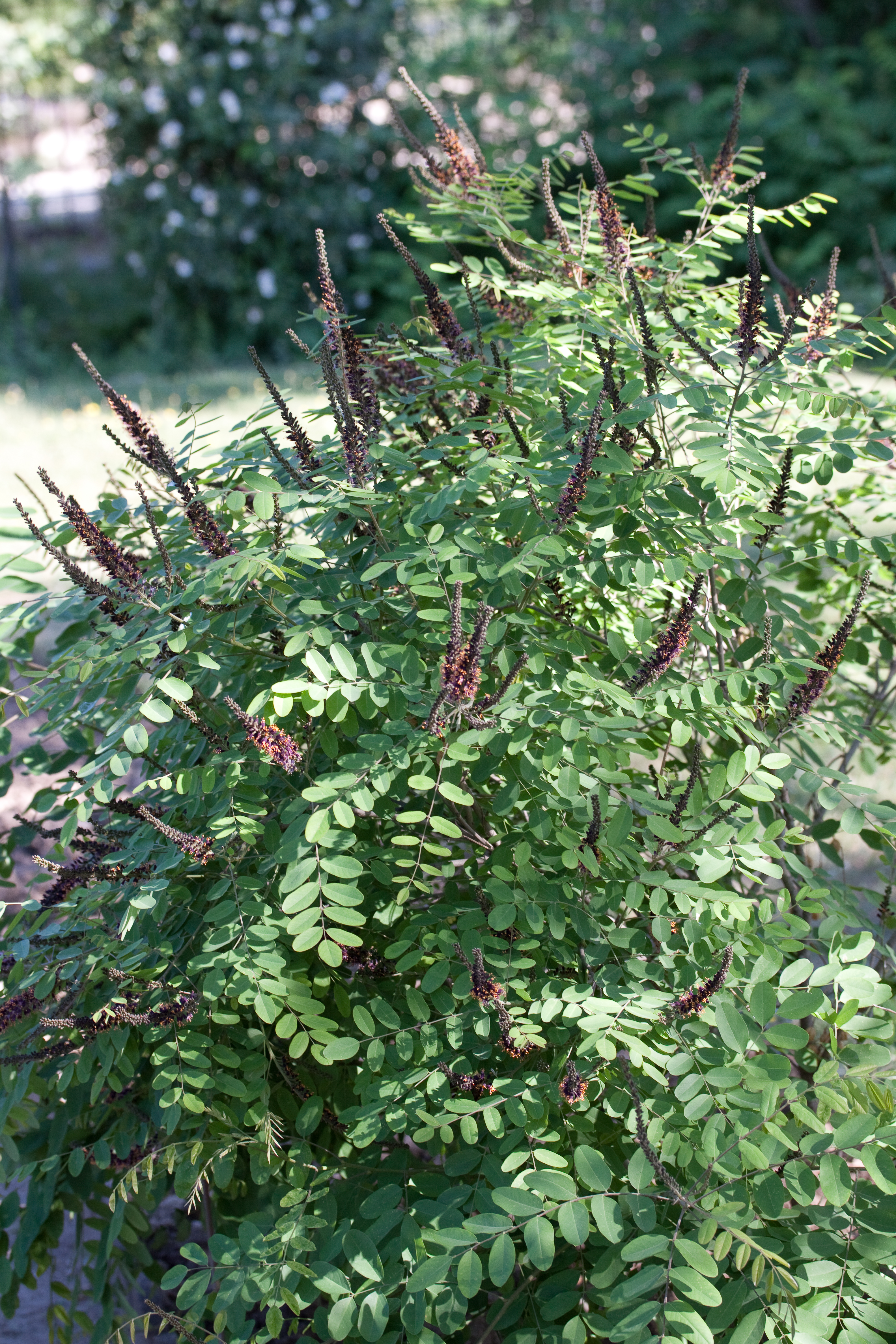
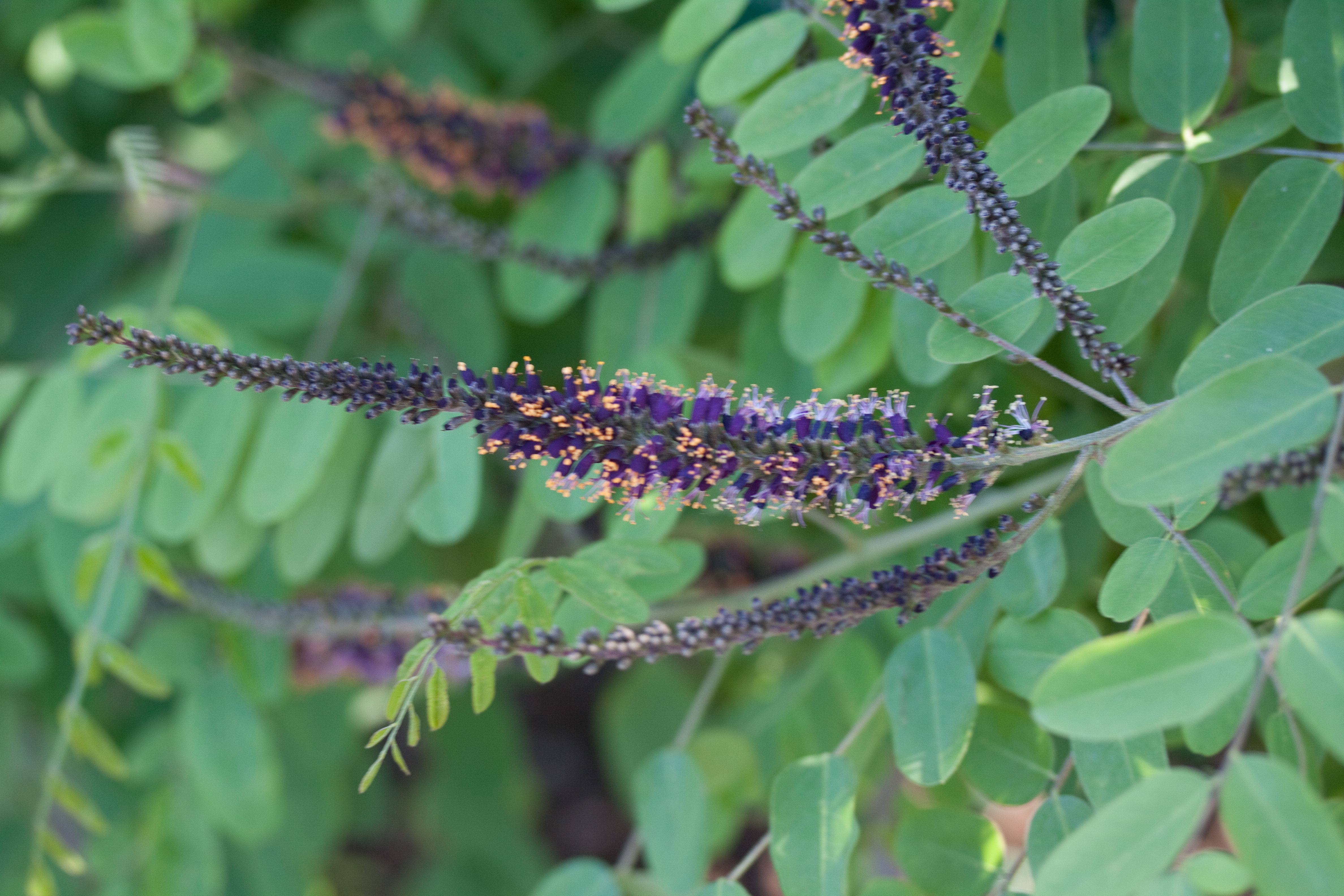
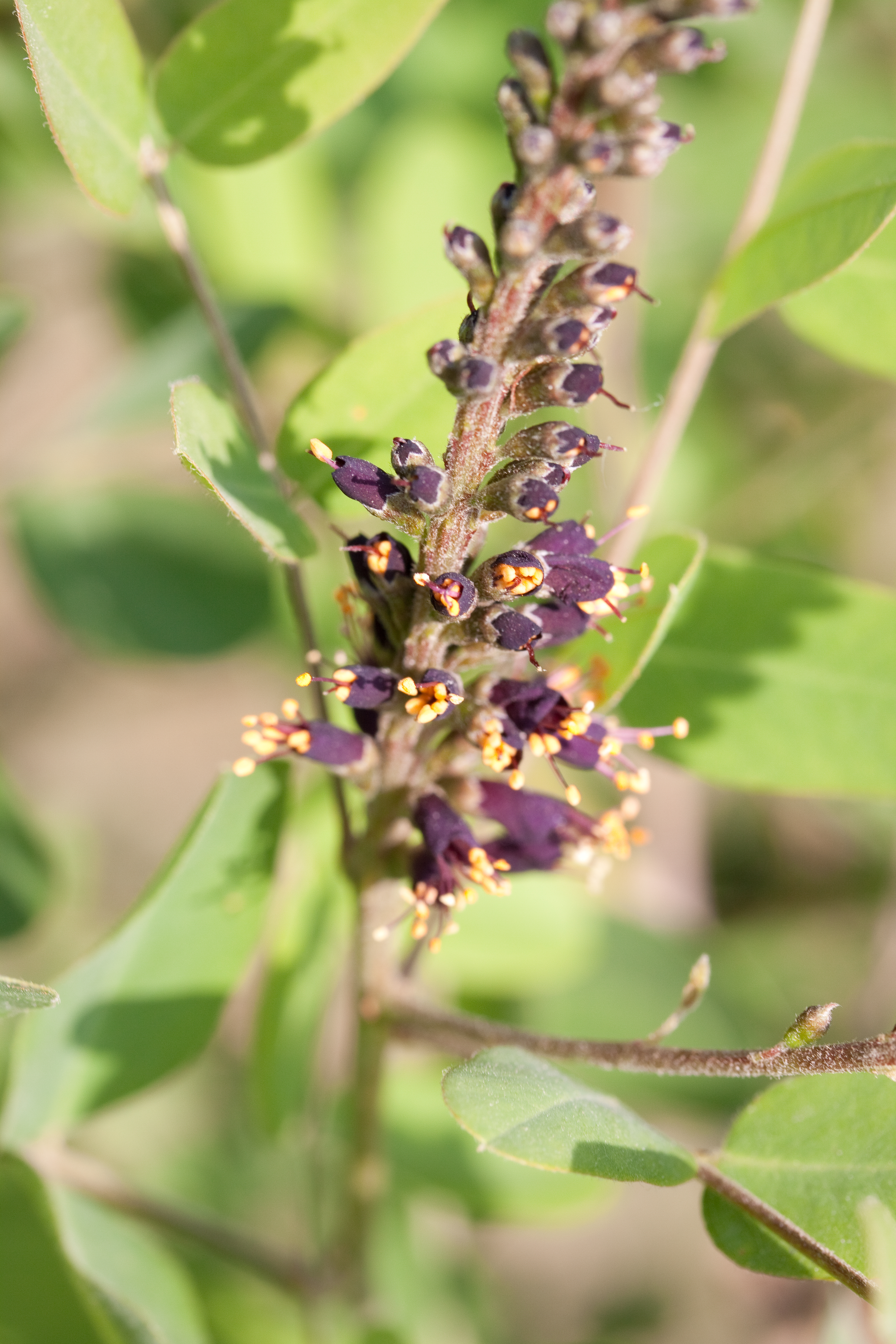
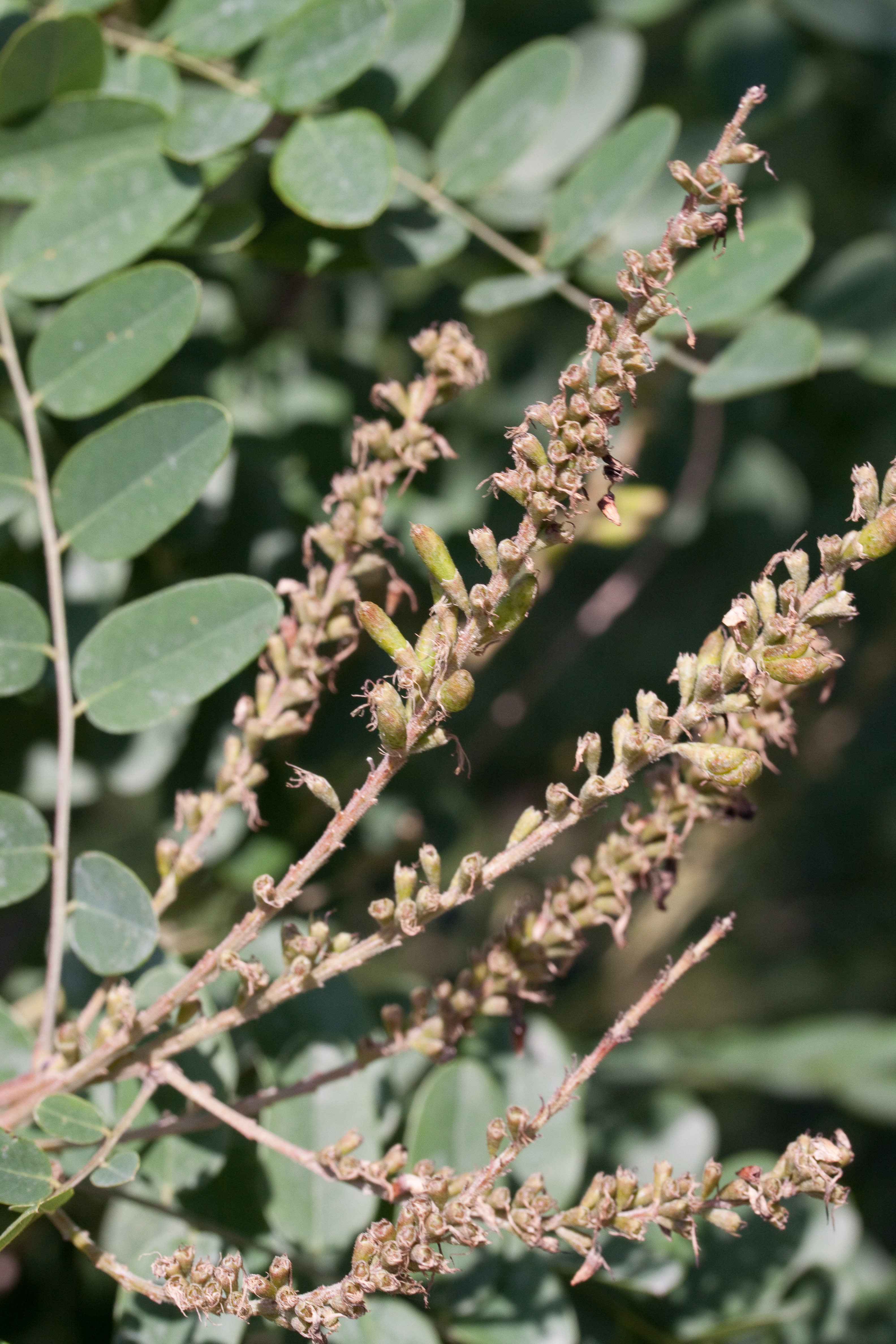